# USS Enterprise NCC-1701-A

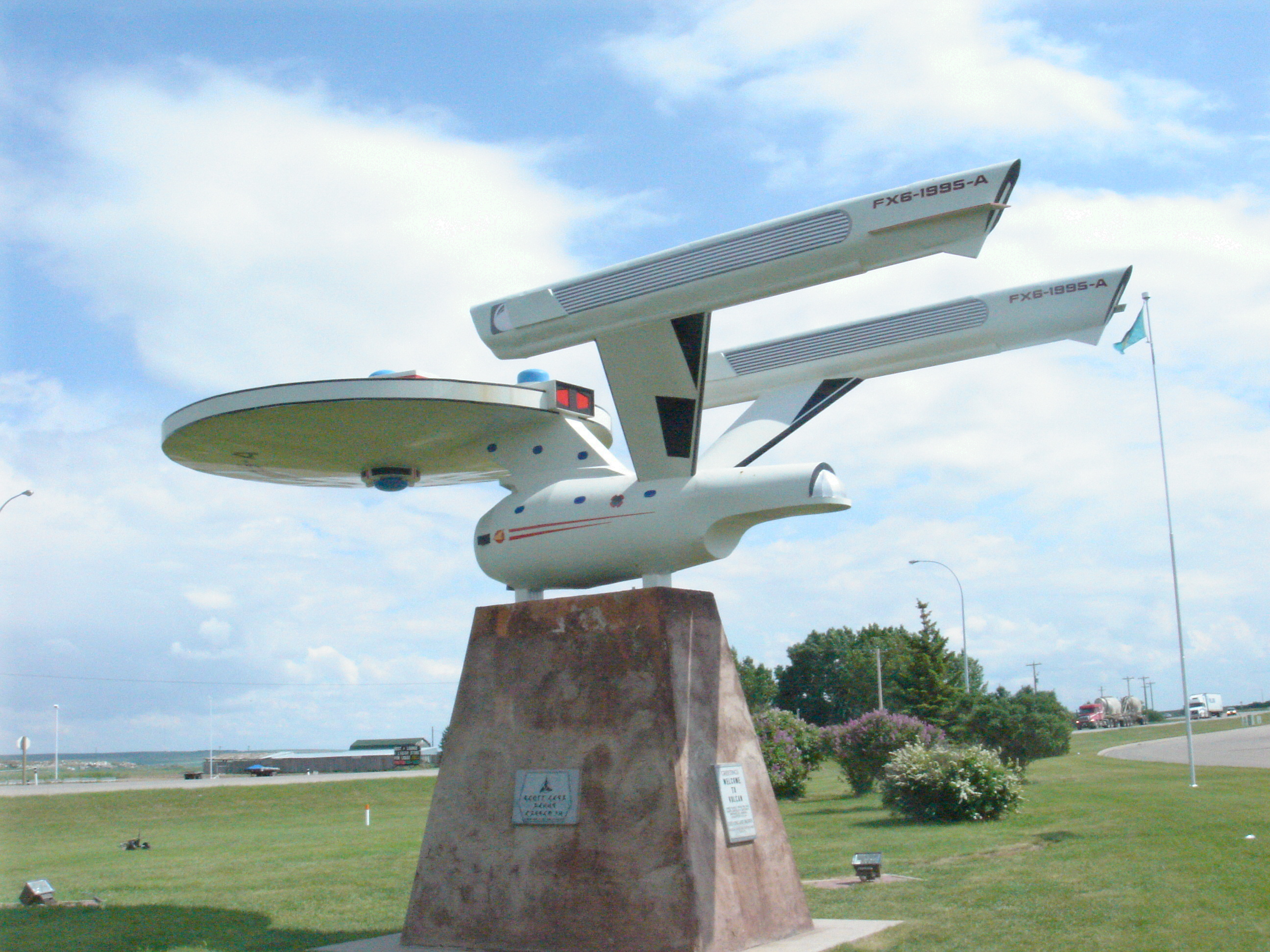
Schaalmodel van de USS Enterprise NCC-1701A in Vulcan (Canada)

De USS Enterprise NCC-1701A is een fictief ruimteschip uit de Star Trekspeelfilms The Voyage Home, The Final Frontier en The Undiscovered Country.
De Constitution-refit klasse USS Enterprise NCC-1701A werd in 2285 gebouwd door de in een baan om de Aarde gesitueerde San Francisco Scheepswerf. Ze werd in gebruik genomen in 2286 als vervanging van de USS Enterprise NCC-1701, die door kapitein James T. Kirk werd opgeblazen nadat het schip door vijandelijke Klingons was ingenomen. 
Het schip werd in 2293 uit de vaart genomen nadat het zware schade had opgelopen in het gevecht met een experimentele Klingon Bird of Prey bij de planeet Khitomer.

## Indeling
De Enterprise had 22 dekken:
- Dek 1: Commandobrug
- Dek 2-3: Onderzoekslaboratoria
- Dek 4-6: Bemanningsverblijven
- Dek 7: Ziekenboeg, transporter, computerkern, impulsmotoren
- Dek 8: Voedselbereiding, recreatie, wasserette
- Dek 9-10: Vrachtruimen
- Dek 11: Fasercontrole
- Dek 12: Observatieruimte, inertie-dempsysteem
- Dek 13: Fotontorpedo lanceerinstallaties
- Dek 14: Wateropslag, secundaire machinesystemen
- Dek 15: Materie-injectors en shuttleruim
- Dek 16-17: Deuterium opslag
- Dek 18: Hoofdenergie-omvormers, secundaire deflector- en sensorsystemen
- Dek 19: Machinekamer, shuttleruim, deflector en sensorsystemen
- Dek 20: Shuttle onderhoud, vrachtruimen
- Dek 21: Botanische afdeling, cellen
- Dek 22: Trekstraalzender, magnetische antimaterie-opslag

## Technische gegevens
- Grootste lengte: 305 meter
- Grootste breedte: 140,4 meter
- Grootste hoogte: 70,6 meter
- Bemanning: 500
- Voortstuwing nr. 1: Materie/Antimaterie-warpkern (maximumsnelheid Warp 8)
- Voortstuwing nr. 2: Impulsmotoren (0,5 lichtsnelheid)
- Bewapening nr. 1: 3 Faserbanken met ieder 2 fasers
- Bewapening nr. 2: Fotontorpedos
- Verdediging: Afweerschilden
- Shuttles: (minimaal 2) de Galileo en de Copernicus

## Trivia
- Het originele 2,54 meter model uit de films werd in 2006 bij Christie's in New York voor $ 284.800,- verkocht.